# Ricard
För andra betydelser, se Ricard (olika betydelser).

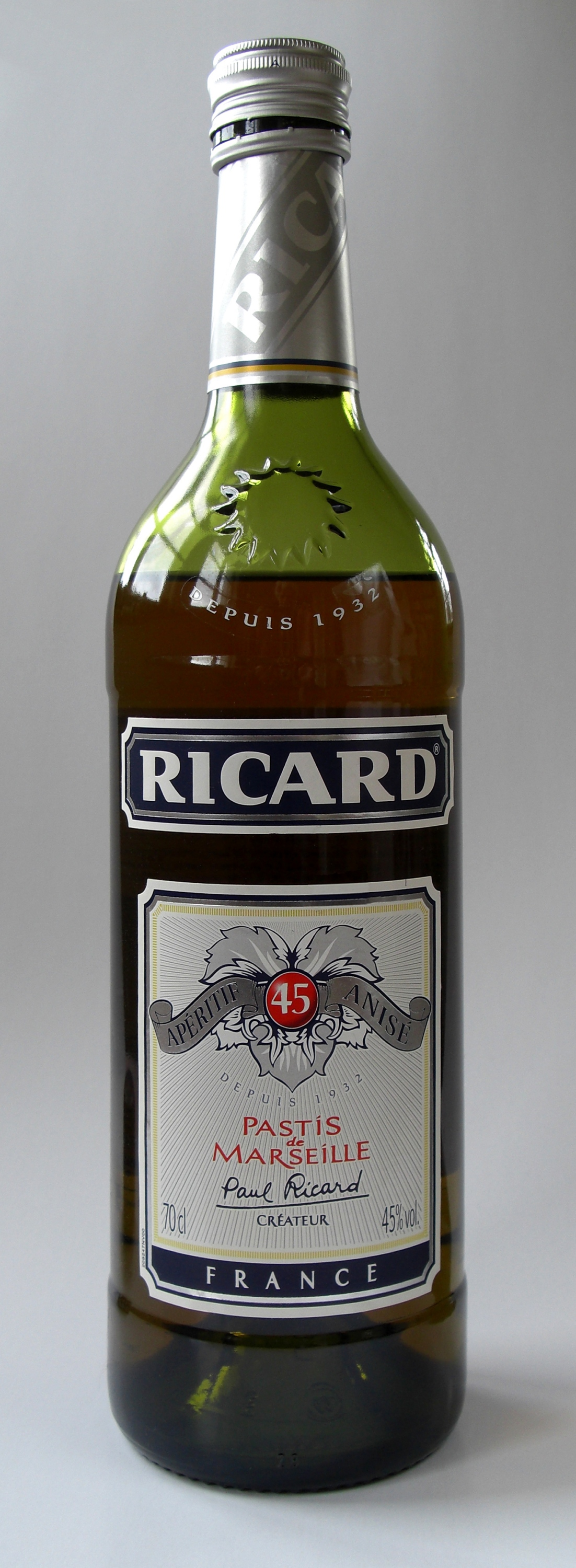
En flaska Ricard.

Ricard är en typ av pastis med ursprung från Marseille som började tillverkas 1932 av Paul Ricard. Ricard utvecklades som en ersättningsdryck till absint. 1974 slogs företagen Ricard och Pernod ihop till Pernod Ricard, som idag är tillverkaren av Ricard.